# Mosquée d'Agen
La mosquée d'Agen est un édifice religieux musulman situé à Agen, en France.
L'Imam actuel est Mohamed Nayma

## Histoire
Quelques jours après les attentats de Paris, l'imam de la mosquée, le Franco-marocain Hassane Hda, se déclare en faveur d'une structuration de l'islam en France et de l'expulsion des imams radicaux. Il insiste sur la nécessité de bilinguisme franco-arabe des imams, qui n'est pas la norme dans son département. Il reprend enfin à son compte une expression attribuée à l'ancien président Nicolas Sarkozy : « À mes yeux, c'est une évidence : la France, on l'aime ou on la quitte. ».
Un des Imams étaient Mohamed Naïma jusqu'en fin août 2023, où il part pour des raisons privés.